# Coenosia fontana
Coenosia fontana är en tvåvingeart som beskrevs av Huckett 1966. Coenosia fontana ingår i släktet Coenosia och familjen husflugor.
Artens utbredningsområde är Utah. Inga underarter finns listade i Catalogue of Life.